# Erich Claudius
Erich Claudius (* 18. Juni 1889 in Freyburg an der Unstrut; † 13. Juli 1940 in Warschau, Generalgouvernement Polen) war ein deutscher Filmfirmenmanager, Schauspieler bei Bühne und Film, Produzent, Regisseur und Drehbuchautor.

## Leben und Wirken
Seine künstlerische Laufbahn begann Claudius, der bereits im Alter von 15 Jahren aufgrund einer Disziplinarmaßnahme vom Realschulgymnasium geworfen wurde, am Meininger Hoftheater, wo er von 1907 bis 1914 als Hofschauspieler und Regisseur engagiert war. In dieser Zeit wurde aus der Ehe mit der Schauspielkollegin Lisbeth Reschke (1887–1971) auch beider Tochter, die spätere Filmschauspielerin Marieluise Claudius, die ihren Vater nur um ein Jahr überleben sollte, geboren.
Nach dem Ersten Weltkrieg war Claudius an der Naumburger Schaubühnen GmbH tätig, deren künstlerische Leitung er 1919 übernahm. Weitere Karrierestationen des umtriebigen „Hans Dampf in allen Gassen“ waren 1924 der Reichsverein für Vaterländische Lichtspiele, 1925 die Filmwerke Filmenau GmbH, 1927 die Deutsche Volkslichtspiele GmbH, Naumburg (kurz: Devoli), und 1929/30 Pro Arte. In diese Zeit fielen zwei hilflos-amateurhafte Filmversuche, die jedoch keinerlei Nachwirkungen hatten, aber auch andere Unternehmungen, die ähnlich erfolglos waren und zum Teil gerichtliche Konsequenzen nach sich zogen. Wegen Verstoßes gegen die Verordnung von Handelsbeschränkungen verurteilte ihn das Amtsgericht Naumburg 1923 zu einer Geldstrafe von 30 Goldmark. Ein weiteres Naumburger Gerichtsurteil mit einer Strafe in Höhe von 400 RM erfolgte am 15. April 1929.
Mit der Gründung der deutsch-national ausgerichteten Devoli am 3. August 1927 mit einem Stammkapital von 20.000 RM hatte Erich Claudius seine bis dahin größte Unternehmung gestartet. Er selbst stand der Firma als Geschäftsführer vor. Claudius gelang es, einem großzügigen Gönner namens Graf Adelbert Karl Werner von der Schulenburg bis 1931 Beträge in Gesamthöhe von rund einer halben Million RM abzuringen, die dieser in Claudius‘ Firma investierte. Seine letzte große Unternehmung vor 1933 war die eines künstlerischen Leiters des Bühnenschiffs „Pro Arte“, auch mit dieser Unternehmung erlitt Claudius, als das Bühnenschiff im September 1931 versteigert werden musste, Schiffbruch. Den Tiefpunkt seines beruflichen Lebens sollte Erich Claudius erlangen, als er am 18. Juni 1931 wegen Konkursvergehen durch das Schöffengericht Naumburg zu drei Monaten Gefängnis verurteilt wurde.
Danach hatte man längere Zeit nichts mehr von Erich Claudius gehört. Im Dritten Reich gelang sein Wiederaufstieg in der deutschen Kulturpolitik. In der letzten Friedensspielzeit 1938/39 wirkte er unter der Intendanz von Karl Striebeck als Spielleiter am Stadttheater von Frankfurt an der Oder. 1940 wurde Claudius als »Referent für Kultur und Theater in Warschau« ins besetzte Polen berufen, dort starb er bereits im Sommer desselben Jahres. Ihm zum Gedenken veranstalteten die deutschen Besatzer einen bunten Abend unter dem Titel „Sommernachtsspuk“, der auch das Singspiel →„Zwischen Sonne und Mond“ beinhaltete.

## Filmografie
- 1922: Der Mann ohne Beruf (Co-Regie, Drehbuch, Darstellung)
- 1926: Lieb Heimatland (Regie, Drehbuch, Produktion)